# Georgina Febres-Cordero
Georgina Josefa del Carmen Febres-Cordero y Troconis (Mérida, Venezuela; 16 de noviembre de 1861-Mérida, 28 de junio de 1925), también conocida como Madre Georgina, fue una religiosa venezolana.
Fue directora y administradora del hospital Hospicio San Juan de Dios y el 5 de julio de 1900, fundadora de la congregación Hermanas Dominicas de Santa Rosa de Lima.
En el Santoral Latinoamericano, su celebración es el 28 de junio.

## Proceso de beatificación
El 28 de junio de 2005, ochenta años después de su muerte, se inició en Mérida el proceso de beatificación de Febres-Cordero.